# Faris Šačić
Faris Šačić (Sarajevo, 2. prosinca 1998.) bosanskohercegovački je književnik i umjetnik.

## Biografija
Faris Šačić rođen je 2. prosinca 1998. godine u Sarajevu. Četvrtu osnovnu školu završava u Hrasnici, a nakon Međunarodne srednje škole u Sarajevu, upisuje studije na Odsjeku za povijest Filozofskog fakulteta Sveučilišta u Sarajevu. Autor je tri knjige proze koje ga označavaju kao društveno angažiranog književnika koji tematizira socijalnu stvarnost bosanskohercegovačkog čovjeka, stilski pozicioniran na tragu tradicionalne bošnjačke pripovijesti. Dobitnik je niza nagrada za svoj kulturno-umjetnički angažman i kulturni aktivizam. Njegovi prozni i poetski uradci zastupljeni su u nizu zbirki i antologija regije. Autor je niza kolumni i esejskih prikaza iz područja povijesti, sociologije i književnosti. Član je Udruženja bosanskih umjetnika od 2015. godine. Živi i radi u Sarajevu.

## Djela
- Putnik kroz život (2015.)
- Na prugama vremena (2016.)
- Kritika čovjeka (2019.)
- Smrt Jakova Salabrija: drame (2020.)
- Kapi rose; zbirka poezije i proze (2020.)
- Krugovi; zbirka poezije i proze (2021.)
- Naš stav; zbornik eseja (2021.)

## Nagrade
- Džek popularnosti (2015.)[9]
- Srebrena plaketa Udruženja bosanskih umjetnika (2015.)[10]
- Zlatna plaketa Udruženja bosanskih umjetnika (2017.)[11]
- Zahvalnica za promociju kulturnih vrijednosti Općine Ilidža (2020.)[12]
- Attache kulture; trogodišnja nagrada za posebne doprinose u promociji kulture i umjetnosti 2019. –2021.